# Station Le Puy-en-Velay
Station Le Puy-en-Velay is een spoorwegstation in de Franse gemeente Le Puy-en-Velay. Het station, gelegen op 200 meter van het stadscentrum, ligt aan de lijn van Saint-Georges-d'Aurac (alwaar aansluiting op treinen richting Clermont-Ferrand en Nîmes) naar Saint-Étienne en Lyon. De treindiensten worden verzorgd door TER treinen van TER Auvergne-Rhône-Alpes. Naast het station is een busstation. 